# Давид Ораду
Давид Ораду (фр. David Auradou; 13. новембар 1973) бивши је професионални рагбиста и некадашњи репрезентативац Француске, који тренутно ради као тренер мелеа у француском друголигашу "Монт де Марсан".

## Каријера
Целу каријеру провео је у Француској, играо је у другој линији мелеа.

### Клупска каријера
Током каријере је најдуже играо за Стад Франс, са којим је освајао куп Француске и првенство Француске, а 2001, дошао је и до финала купа европских шампиона, где је Стад Франс поражен од најславнијег енглеског рагби клуба Лестера. Изгубио је још једно финале купа европских шампиона 2005. Са Стад Франсом је у чак 5 наврата освојио наслов првака Француске.

### Репрезентација Француске
Био је део селекције Француске на два светска првенства (1999, 2003). Освојио је сребрну медаљу на светском првенству 1999. У купу шест нација дебитовао је против Италије 2002. Исте године одиграће још и тест мечеве против Канаде, Енглеске и Ирске. На светском првенству 2003, играо је у утакмицама групне фазе против Јапана, САД и Новог Зеланда.

## Успеси
Сребрна медаља са Француском на светском првенству 1999.
Куп шест нација са Француском 2002, 2004.
Титула првака Француске са Стад Франсом 1998, 2000, 2003, 2004, 2007.